# Élections législatives de 1906 dans les Ardennes
Les élections législatives dans les Ardennes, ont lieu les dimanches 6 mai 1906 et 20 mai 1906.
Elles ont pour but d'élire les 5 députés représentant le département à la Chambre des députés pour un mandat de quatre années.

## Mode de scrutin
L'élection se fait au scrutin d'arrondissement, soit un mode uninominal majoritaire à deux tours.
La circonscription pour l'élection est l'arrondissement.
Le scrutin est individuel, chaque arrondissement élisant un député.
Les arrondissements qui ont plus de cent mille habitants sont divisés. Dans ce cas on élit un député par circonscription électorale.
L'article 18 précise qu'il faut réunir pour être élu au premier tour :
1. La majorité absolue des suffrages exprimés ;
2. Un nombre de suffrages égal au quart des électeurs inscrits.

Au deuxième tour la majorité relative suffit. En cas d'égalité c'est le plus âgé qui est élu.

## Résultats par arrondissement

### Arrondissement de Mézières
- Elle regroupe tout l'arrondissement, au nord du département.

|                | Gaétan Albert-Poulain * | SFIO           | 15 107 | 64,29  |  |  |
|                | Maurice Ponthière       | Nationaliste   | 7 585  | 32,28  |  |  |
|                | Édouard Rousseaux       | Nationaliste   | 699    | 2,98   |  |  |
|                | Émile Roger             | Libertaire     | 67     | 0,29   |  |  |
|                |                         |                |        |        |  |  |
| Inscrits       | Inscrits                | Inscrits       | 28 582 | 100,00 |  |  |
| Votants        | Votants                 | Votants        | 23 799 | 83,27  |  |  |
| Blancs et nuls | Blancs et nuls          | Blancs et nuls | 302    | 1,27   |  |  |
| Exprimés       | Exprimés                | Exprimés       | 23 497 | 98,73  |  |  |

*sortant

### Arrondissement de Rethel
- Elle regroupe tout l'arrondissement, au sud-ouest du département.

| Candidats      | Candidats          | Étiquette      | Premier tour | Premier tour | Ballotage | Ballotage |
| Candidats      | Candidats          | Étiquette      | Voix         | %            | Voix      | %         |
| -------------- | ------------------ | -------------- | ------------ | ------------ | --------- | --------- |
|                | Albert Sandrique * | Rad ind        | 3 694        | 29,86        | 8 135     | 67,83     |
|                | Émile Cuif         | Nationaliste   | 3 051        | 24,66        | 3 742     | 31,20     |
|                | Albert Meunier     | Rad-soc        | 2 248        | 18,17        | 10        | 0,08      |
|                | Maurice Braibant   | Rad ind        | 2 237        | 18,08        | 82        | 0,68      |
|                | Vital Rousseau     | SFIO           | 1 134        | 9,17         | 3         | 0,03      |
|                |                    |                |              |              |           |           |
| Inscrits       | Inscrits           | Inscrits       | 14 903       | 100,00       | 14 903    | 100,00    |
| Votants        | Votants            | Votants        | 12 487       | 83,79        | 12 179    | 81,72     |
| Blancs et nuls | Blancs et nuls     | Blancs et nuls | 115          | 0,92         | 185       | 1,52      |
| Exprimés       | Exprimés           | Exprimés       | 12 372       | 99,08        | 11 994    | 98,48     |

*sortant

### Arrondissement de Rocroi
- Elle regroupe tout l'arrondissement, au nord-ouest du département.

| Candidats      | Candidats       | Étiquette      | Premier tour | Premier tour | Ballotage | Ballotage |
| Candidats      | Candidats       | Étiquette      | Voix         | %            | Voix      | %         |
| -------------- | --------------- | -------------- | ------------ | ------------ | --------- | --------- |
|                | Henri Dunaime * | Rép G          | 4 190        | 37,19        | 4 801     | 42,05     |
|                | Albert Demoulin | SFIO           | 3 900        | 34,61        | 4 667     | 40,87     |
|                | Lorent Loreist  | Soc chrétien   | 3 167        | 28,11        | 1 949     | 17,07     |
|                |                 |                |              |              |           |           |
| Inscrits       | Inscrits        | Inscrits       | 13 994       | 100,00       | 13 994    | 100,00    |
| Votants        | Votants         | Votants        | 11 340       | 81,04        | 11 456    | 81,86     |
| Blancs et nuls | Blancs et nuls  | Blancs et nuls | 73           | 0,64         | 38        | 0,33      |
| Exprimés       | Exprimés        | Exprimés       | 11 267       | 99,36        | 11 418    | 99,67     |

*sortant

### Arrondissement de Sedan
Il regroupe tous les cantons de l'arrondissement, au nord-est du département.
| Candidats      | Candidats         | Étiquette      | Premier tour | Premier tour |
| Candidats      | Candidats         | Étiquette      | Voix         | %            |
| -------------- | ----------------- | -------------- | ------------ | ------------ |
|                | Élysée Lassalle * | SFIO           | 7 710        | 51,75        |
|                | Hennecart         | Progressiste   | 4 027        | 27,03        |
|                | Maluret           | Rép G          | 3 148        | 21,13        |
|                |                   |                |              |              |
| Inscrits       | Inscrits          | Inscrits       | 18 127       | 100,00       |
| Votants        | Votants           | Votants        | 15 049       | 83,02        |
| Blancs et nuls | Blancs et nuls    | Blancs et nuls | 149          | 0,99         |
| Exprimés       | Exprimés          | Exprimés       | 14 900       | 99,01        |

*sortant

### Arrondissement de Vouziers
Il regroupe tous les cantons de l'arrondissement, au sud-est du département.
| Candidats      | Candidats      | Étiquette      | Premier tour | Premier tour |
| Candidats      | Candidats      | Étiquette      | Voix         | %            |
| -------------- | -------------- | -------------- | ------------ | ------------ |
|                | Lucien Hubert  | Rad ind        | 7 151        | 56,89        |
|                | Hannotin       | Nationaliste   | 4 764        | 37,90        |
|                | Charles Boutet | SFIO           | 607          | 4,83         |
|                |                |                |              |              |
| Inscrits       | Inscrits       | Inscrits       | 14 479       | 100,00       |
| Votants        | Votants        | Votants        | 12 624       | 87,19        |
| Blancs et nuls | Blancs et nuls | Blancs et nuls | 64           | 0,51         |
| Exprimés       | Exprimés       | Exprimés       | 12 569       | 99,49        |

*sortant